# 天山蝇子草
天山蝇子草（学名：Silene tianshanica）为石竹科蝇子草属的植物。分布于哈萨克斯坦、吉尔吉斯以及中国大陆的新疆等地，生长于海拔1,100米至2,100米的地区，见于石质山坡，目前尚未由人工引种栽培。